# Equipe filipina na Copa Davis
A equipe filipina na Copa Davis representa Filipinas na Copa Davis, principal competição de tênis masculina por equipes do mundo. É administrada pela Philippine Tennis Association.
Foi suspenso do torneio por dois anos pela Federação Internacional de Tênis, devido a "falhas de governança de longa data" entre a associação local. A sanção começou em 2021.